# Lithergol
Un lithergol, dans le domaine de l'astronautique, est un propergol hybride, composé d'un ergol solide et d'un ergol liquide.
La fusée expérimentale française LEX fut la première fusée-sonde à voler grâce à cette technologie en 1964.

## Référence
Droit français : arrêté du 20 février 1995 relatif à la terminologie des sciences et techniques spatiales.